# David Thai
David Thai, tên thật là Thái Thọ Hoàng là người sáng lập và cầm đầu Born to Kill, một trùm băng đảng gốc Việt nổi tiếng ở Chinatown tại Thành phố New York. Anh cũng nổi tiếng với việc bán đồng hồ đeo tay giả, và đã là một trong những nhà phân phối lớn nhất của đồng hồ giả ở thành phố New York. Sau đó, trong chương trình "48 Hours", David Thai khoe khoang rằng anh ta có thể bán được 13 triệu USD từ việc bán đồng hồ giả. Ông là lãnh đạo của nhóm kể từ năm 1988 cho đến khi bị bắt vào năm 1991, khi ông bị kết án hai án tù chung thân bởi một thẩm phán liên bang tại Brooklyn.

## Tiểu sử
David Thai sinh năm 1956 ở Sài Gòn, cha của ông là Thai Dieu, và gia đình của Thai sống ở đường phố Tôn Đản, Quận 4. Khi Thai còn trẻ, khi anh ta không ở trong trường, Thai đã từng là trung gian hòa giải giữa Bình Xuyên và Mỹ G.I đang tìm kiếm ma túy ở đường Trương Minh Giảng. Sau năm 1975, David Thai rời quê hương Việt Nam, và đi đến New York với 150 USD trong túi của mình. Sau đó anh ta bắt đầu làm việc như người bồi bàn và làm việc rửa chén để nuôi thân.
Năm 1978, khi đang học tại Đại học New York, David Thai đã gặp và yêu một cô gái từ Đà Nẵng. Hai người nhanh chóng kết hôn và bỏ học cùng nhau. Không lâu sau đó, vợ của David đã mang thai.
Anh ta bắt đầu đi xuống vào con đường tội lỗi để có đủ tiền nuôi vợ con. Sau một thời gian tham gia băng đảng Flying Dragons, Thai tách ra và nhanh chóng có “của ăn của để” nhờ việc sản xuất và buôn bán đồng hồ giả ở Chinatown.
Vào khoảng thời gian này, nhiều thanh niên Việt Nam đã bắt đầu đến New York với số lượng lớn. Tuy nhiên, những người này không thể nói tiếng Quan Thoại hoặc Quảng Đông, vì vậy họ đã có một thời gian khó khăn trong xã hội. Cuối cùng, những thanh niên này bắt đầu hỏi David Thai về sự trợ giúp, và David Thai đã trao đổi những chàng trai trẻ này để ép các chủ tiệm địa phương mua đồng hồ giả của mình.

### Băng đảng "Canal Boys"
Năm 1988, Thai tập hợp lực lượng, xây dựng tổ chức xã hội đen gồm người tị nạn Đông Nam Á sống tại New York. Những người đàn em thân hình vạm vỡ, bặm trợn chuyên đi tống tiền chủ cửa hàng, nhà lái buôn trên phố Canal hay tham gia dây chuyền sản xuất đồng hồ giả.
Ban đầu, băng đảng có tên là Canal Street Boys. Tháng 7/1989, Thai quyết định đổi thành Born to Kill (BTK), tên của nhóm được lấy từ các khẩu hiệu của lính Mỹ đặt trên mũ sắt họ trong lúc chiến tranh Việt Nam. Các thành viên của tổ chức đã được biết mặc bộ quần áo đen và kính mát, và có một hình xăm “B.T.K” với một chiếc quan tài và ba ngọn nến, tượng trưng không có sự sợ hãi trong cái chết và hy sinh vì anh em.
Trong một cuộc họp nhóm, David Thai yêu cầu các thành viên tham gia phải ký vào bản cam kết trung thành với BTK, không bao giờ bắt tay với công an và không bao giờ manh động nếu không có sự cho phép của người dẫn đầu. Tuy nhiên, nhóm có một quy tắc họ có thể rời băng đảng nếu chỉ khi xoá hình xăm B.T.K và biến mất khỏi New York.

### Nỗi ám ảnh với các thương nhân khu Chinatown
BTK đã được làm giàu bằng việc bán đồng hồ đeo tay giả. Để buộc các chủ tiệm phải mua đồng hồ, David Thai đã cử những người đàn em của mình để đe dọa các chủ tiệm.
Mạng lưới của BTK vươn dài ra khắp khu phố Chinatown. Mạng lưới của băng đảng đã mạnh mẽ trên khắp khu phố Tàu, và băng đảng loại bỏ các thương nhân không hợp tác hoặc nộp thuế cho nhóm. Bên cạnh đó, David Thai còn được biết là ông chủ của nhiều nhà thổ lớn, nơi các cô gái Đông Nam Á cung cấp dịch vụ mại dâm cho các lực lượng mafia Mỹ. Tuy nhiên, những công việc của Thai không phải lúc nào cũng không gián đoạn. Năm 1988, cảnh sát viên New York bắt đầu chú ý tới sự nguy hiểm và những cuộc kiếm chác của BTK. Trong một lần bị vây bắt trên phố Canal, Thai đã chỉ huy bọn tấn công cảnh sát từ những mái nhà xây dựng sử dụng bánh quy lửa. Thời gian khác, David Thai đã ra lệnh ném bom một chiếc xe cảnh sát đã làm bị thương hai sĩ quan cảnh sát và 11 người xung quanh.

### Vụ giết người của hai người trên Canal Street
Buổi chiều ngày 5 tháng 8 năm 1989, khi David Thái đang đứng trước trung tâm mua sắm ở giữa lãnh thổ của băng nhóm trên Đường Canal bên cạnh một vài đàn em của ông, hai thành viên của băng đảng Flying Dragons đã tiếp cận và bắt đầu xúc phạm Thái và các băng đảng. Mâu thuẫn gia tăng khi một trong những thành viên Flying Dragon nhổ ra trên vỉa hè Canal Street, một tín hiệu không tôn trọng đối với David Thai và toàn bộ BTK. Đáp lại, David Thai đi vào phía sau của Trung tâm Mua sắm Châu Á vào hầm nhà hàng Phở Hà Nội, sau đó ông ta lấy được hai khẩu súng mà ông ta giao cho hai thành viên BTK gần đó, và ra lệnh cho họ giết hai người đó. Một trong hai thành viên BTK đã được đưa ra khẩu súng trước mặt trung tâm mua sắm nơi hai thành viên Flying Dragons đã xúc phạm Thái, trong ánh sáng ban ngày trên đường phố, rút khẩu súng 0,38 và bắn chết hai thành viên Flying Dragon, trong đó một người bị bắn vào đầu, trong khi người khác bị bắn vào phổi và động mạch chủ. Sau đó, các chủ cửa hàng xung quanh Canal Street bắt đầu đóng cửa cửa hàng của họ. Mặc dù vụ giết người đôi khi được chứng kiến bởi một số chủ cửa hàng, khi thực thi pháp luật đã xảy ra, không ai trong số họ thừa nhận để chứng kiến điều đó, do lo sợ trả đũa từ BTK.

## Đám tang của Vinh Vũ
Vinh Vũ, một người quyền lực chỉ sau David Thai trong BTK, đã bị bắn chết khi đang đứng đợi taxi trước cửa hiệu massage ở Chinatown.
Ngày 28/7/1990, khi những người đi đưa tang trên đường Mulberry, 3 người đàn ông không xác định đã bắn súng vào các thành viên của BTK. Các thành viên BTK nhanh bắn lại với khẩu súng của họ.
Nhiều người tin cho rằng vụ việc được thực hiện bởi Benny Ong, còn được gọi là "Uncle Seven", người đứng đầu thế giới ngầm của cộng đồng người Hoa ở Mỹ, nhằm trả đũa Thai từ chối tham gia đàm phán phân chia lợi ích.

## Sự sụp đổ của băng đảng
Vào tháng 8 năm 1991, sau nhiều tháng điều tra của ATF cùng với sự phản bội của một trong những thành viên của David Thai, David Thai đã bị bắt cùng với nhiều thành viên khác trong nhà của ông ở Long Island. Tại phiên toà và phỏng vấn của ông, David Thai đã tuyên bố bảo vệ cộng đồng người Việt Nam từ cộng đồng Trung Quốc lớn hơn.
Vào ngày 23 tháng 10 năm 1992, David Thái đã bị kết án tù hai chung thân cộng với bốn mươi ba năm vì tội giết người, đã cố giết người và tống tiền các chủ tiệm ở khu phố Tàu.